# Agencia Británica de Clasificación de Películas
La Agencia Británica de Clasificación de Películas (en inglés: British Board of Film Classification, sigla BBFC) es la organización responsable de la clasificación por edades y censura de películas, vídeos y algunos juegos de vídeo (por ejemplo, la saga GTA y Minecraft) dentro del Reino Unido.

## Historia
La BBFC fue instaurada en 1912 como la British Board of Film Censors por la industria cinematográfica, que prefería regentar su propia censura que tener un gobierno local o nacional que lo hiciera. Las bases legales sobre las que operaba eran las de la ley del cinematógrafo de 1909, que establecía que los cinemas fueran autorizados por autoridades locales. La ley fue puesta en práctica de acuerdo a las inquietudes sobre seguridad, consecuentes de varios incendios en escenarios inadecuados, esto determinó que el criterio para conceder o rechazar un permiso, no había que ser restringido por cuestiones de salud y seguridad. Dado que la ley también permitía concilios para conferir o negar licencias a los cines según el contenido de los filmes, se puso en evidencia que la ley de 1909 les habilitaba para introducir la censura. La industria cinematográfica temió por las consecuencias económicas de una infraestructura censora sin regulación, por lo que creó la BBFC a fin de tomar el proceso 'internamente' y establecer su propio sistema de autorregulación.
Ciertos nexos informales, variando el grado de cercanía, han sido mantenidos entre la BBFC y el gobierno durante el tiempo que dicha organización ha existido. En el período anterior a la Segunda Guerra Mundial, un sistema político de censura, extenso pero extraoficial, fue implementado por la BBFC a través del representante del Ministerio del Interior. Como el cine se convirtió en un poderoso medio masivo, los gobiernos temían los efectos de su uso abierto para propaganda (como sucedió en la Unión Soviética y la Alemania nazi), de esta manera impidieron la exhibición de cualquier expresión de controversia política en filmes británicos. Esta tendencia alcanzó su clímax durante los años 30. Subsiguiente a las protestas de la embajada alemana, después de la exhibición de una película que mostraba la ejecución de Edith Cavell (Dawn, 1928), hubo una intensa presión política por parte del ministerio del interior sobre la BBFC. Se estableció un sistema para escudriñar los guiones, por lo cual los estudios británicos estaban obligados a someter el guion cinematográfico, al análisis de la BBFC antes de que la filmación iniciara. Interesantemente, los filmes importados desde Hollywood no eran tratados estrictamente como películas británicas, por lo cual no les aplicaban alguna restricción.
Durante la Segunda Guerra Mundial, la censura política de la BBFC pasó a manos de la División de Filmes del Ministerio de Información, siendo esto permanente hasta hoy en día. El aumento del liberalismo de posguerra, garantizó que desde los años 50 en delante, la BBFC se centrara más sobre las muestras de sexo y violencia, que en las expresiones políticas. Aunque hubo algunas excepciones: Yield to the Night, la cual se oponía a la pena capital; Room at the Top, donde se trataba acerca de la división de clases; Victim, que debatía sobre la legislación de la homosexualidad.
En 1984 cambió el nombre que venía usando para: "reflejar el hecho de que la clasificación, jugaba un papel más importante en el trabajo de la organización, más allá de la simple censura". En aquel entonces, fue determinada la responsabilidad de clasificar videos para alquiler o compra. Las versiones de un filme en video y cinema, usualmente recibían la misma certificación, aunque no era raro que en los cines recibieran un certificado más restrictivo que en el mercado del video, siendo esto contradictorio, al existir la posibilidad de que un niño vea un video en su hogar sin las restricciones de entrar a un cinema.
La BBFC es una organización independiente, no gubernamental. Sus acciones son controladas por un concejo de administración, seleccionado por líderes de los sectores manufactureros y de servicios de la industria fílmica. Este concejo elige al Presidente, a quien se le asigna la responsabilidad de la clasificación de los videos y el director, quien ejecuta la responsabilidad y formula las políticas. La organización, está ubicada en Soho Square, Soho, Londres y es financiada por medio de donaciones como recompensa por la clasificación de filmes y videos.
La BBFC evalúa algunos videojuegos (en lugar de la PEGI). Normalmente están exentos de clasificación, a menos que muestren actividad sexual, órganos genitales o grotescos actos de violencia, en estos casos los editores deben someter al juego a inspección. El primer juego de computadora en obtener un certificado de 15, de la BBFC fue Dracula de 1986. El primer videojuego de computadora en recibir un certificado de 18, fue uno llamado Jack The Ripper en 1987. Resulta interesante destacar que debido al primitivo estado de las gráficas de aquellos tiempos, el horror en ambos juegos cumplían en cuanto a detalles. Por otra parte, el primer en juego en ser rechazado por la BBFC fue Carmageddon en 1997, sin embargo una versión modificada del juego, obtuvo más tarde el certificado de 18.

## Deber y autoridad
Legalmente las autoridades locales tienen el poder de decidir bajo que circunstancias los filmes son exhibidos en los cines, pero casi siempre siguen las recomendaciones de la BBFC. De acuerdo a la Ley de videograbaciones de 1984, todos los estrenos en video sin excepción deben ser clasificados por la BBFC, siendo ilegal el suministrar material al que se le haya rechazado una certificación. Los videojuegos que contengan temas específicos deben también someterse al proceso de la BBFC para recibir una clasificación legal.
Todos los videos y juegos evaluados por la BBFC reciben un certificado, junto con un "aviso al consumidor" que describe el contenido de sexo, violencia y lenguaje soez. Si un certificado especifica que algún material es solo apto para ciertas edades, la venta de estos solo podrán ser hecha a quien cumpla con el requisito.

## Posturas de censura
Históricamente la BBFC ha encarado fuertes críticas por sus actitudes fervorosas al momento de censurar películas. Anterior a la liberal década de los 60, los filmes eran rutinaria y extensamente censurados como un método de control social. Por ejemplo, Rebelde sin causa fue editada con el propósito de reducir la "posibilidad de rebelión adolescente". La película Smiles of a Summer Night se editó para remover "lenguaje sexual provocativo". 
En general, las posturas para que un material sea apto para menores, han cambiado a través de los años, esto se ve reflejado en la reclasificación de viejos filmes que se han vuelto a publicar en video.

## Certificaciones
La BBFC al presente, emite los siguientes certificados:
| Símbolo | Símbolo | Nombre                  | Definición |
| antiguo | nuevo   | Nombre                  | Definición |
| ------- | ------- | ----------------------- | --- |
| Uc      | -       | Universal Children      | Material apto para todo tipo de público, pero especialmente para niños en edad preescolar, se aplica a video y DVD solamente. |
|         | U       | Universal               | Material apto para todo tipo de público. |
|         | PG      | Parental Guidance       | Para todas las edades, aunque se aconseja que ciertas escenas pueden no ser aptas para niños pequeños,Se Recomenda Niños Mayores De 8 Años |
|         | 12A     | 12 Accompanied/Advisory | Apto de 12 años en adelante (solamente cinemas); menores de 12 son admitidos en compañía de un mayor de 18 años o más. Podría ser penalidad que un niño menor de 11 años vea, alquile, compre o juegue la aplicación, juego o película, a menos de que sea supervisado por un mayor de la edad de dieciocho. |
|         | 12      | 12                      | Material pertinente para la edad de 12 años y mayores. Podría ser penalidad que un niño menor de 11 años vea, alquile, compre o juegue la aplicación, juego o película. (video y DVD únicamente). |
| 15      | 15      | 15                      | Adecuado a partir de los 15 años en adelante. Violencia, cierta temática sexual y sangre o representaciones realistas de sangre suelen aparecer en algunas películas. Podría ser penalidad que un joven menor de 14 años vea, alquile, compre o juegue la aplicación, juego o película.                      |
|         | 18      | 18                      | Exclusivamente para personas de 18 años o que los excedan. Escenas sexuales, actos grotescos de violencia y uso muy frecuente de lenguaje fuerte suelen aparecer en algunas películas. Podría ser penalidad que un adulto menor de 17 años vea, alquile, compre o juegue la aplicación, juego o película.    |
|         | R18     | Restricted 18           | Material sólo para aquellos que tengan 18 y más de edad, únicamente aplicable en cines y sex shops autorizados. Podría ser penalidad que un adulto menor de 17 años vea, alquile, compre o juegue la aplicación, juego o película o que un mayor de 18 pedirlo en línea.                                     |